# Górnośląski Związek Metropolitalny

Mapa przedstawiająca członków należących do Górnośląskiego Związku Metropolitalnego na przestrzeni części lub całości jego okresu działalności.

Górnośląski Związek Metropolitalny – były związek międzygminny, który obejmował kilkanaście miast na prawach powiatu, leżących na obszarze konurbacji górnośląskiej. Jego celem była koordynacja działań na terenie miast-uczestników Związku. Siedzibą Związku były Katowice. Został zarejestrowany 8 czerwca 2007 r. Działalność zakończył 28 grudnia 2017, a jego kontynuację stanowi Górnośląsko-Zagłębiowska Metropolia (GZM).

## Członkowie
W skład Górnośląskiego Związku Metropolitalnego w momencie zakończenia jego działalności wchodziły:
- Bytom, Chorzów, Gliwice, Katowice, Mysłowice, Piekary Śląskie, Siemianowice Śląskie, Świętochłowice, Tychy, Zabrze – leżące na Górnym Śląsku
- Dąbrowa Górnicza, Sosnowiec – położone w Zagłębiu Dąbrowskim

Członkowie, którzy w przeszłości pozostawali poza Związkiem: Mysłowice, Ruda Śląska
Miasta, które w przeszłości należały do związku: Jaworzno
Liczba ludności: 1 899 175 (stan na 30 czerwca 2014).

## Prace nad utworzeniem Metropolii[7][8]
Po uchwaleniu Ustawy o związkach metropolitalnych, Górnośląski Związek Metropolitalny powołał zespół (pod przewodnictwem prof. Bogdana Dolnickiego oraz dra hab. Tomasza Pietrzykowskiego), którego zadaniem było przygotowanie miast członkowskich (Bytom, Chorzów, Dąbrowa Górnicza, Gliwice, Jaworzno, Katowice, Mysłowice, Piekary Śląskie, Ruda Śląska, Siemianowice Śląskie, Sosnowiec, Świętochłowice, Tychy, Zabrze) oraz okolicznych miast ze Śląska i Zagłębia (Bieruń, Będzin, Czeladź, Knurów, Mikołów, Łaziska Górne, Pyskowice, Radzionków, Tarnowskie Góry i Wojkowice) do złożenia wniosku o utworzenie związku metropolitalnego. Cały obszar związku o powierzchni 1586,16 km², ma zamieszkiwać 2 204 325 mieszkańców (stan na 30 czerwca 2015).
Górnośląsko-Zagłębiowska Metropolia rozpoczęła działalność 1 stycznia 2018 r.

## Proces decyzyjny
26 lipca 2005 r. opracowana została wstępna koncepcja utworzenia związku miast konurbacji górnośląskiej. Początkowo w skład Związku miało wejść 17 miast, w tym 14 miast na prawach powiatu. Ostatecznie, po konsultacjach statutu Związku z nadzorem prawnym Wojewody Śląskiego zadecydowano, że w obecnym stanie prawnym Związek mogą powołać wyłącznie miasta na prawach powiatu.
9 grudnia 2005 r. w Gliwicach prezydenci miast zdecydowali o powołaniu związku, 9 stycznia 2006 r. w Świętochłowicach podpisali deklarację o utworzeniu Górnośląskiego Związku Metropolitalnego.
25 stycznia 2006 r. Rada Miejska w Świętochłowicach podjęła uchwałę w sprawie utworzenia związku międzygminnego o nazwie „Górnośląski Związek Metropolitalny”. 12 lipca 2006 r. uchwała ta została uchylona. 19 października 2006 r. podjęto kolejną uchwałę w tej sprawie.
13 stycznia 2007 r. podpisano w Gliwicach wniosek o rejestrację Związku. Związek został zarejestrowany przez MSWiA 8 czerwca 2007 roku. Oficjalnie Związek rozpoczął działalność 20 września 2007 roku, kiedy to w Rudzie Śląskiej odbyło się pierwsze Zgromadzenie Związku, na którym wyłonione zostały władze Związku.

## Zadania Związku Metropolitalnego
Do głównych zadań Związku należało:
- ustalenie wspólnej strategii rozwoju dla miast wchodzących w skład Związku, zgodnie z ustawą o planowaniu i zagospodarowaniu przestrzennym
- realizacja zadań objętych wspólną strategią rozwoju miast wchodzących w skład Związku
- pozyskiwanie środków finansowych z krajowych i zagranicznych funduszy celowych
- zarządzanie drogami przekazanymi Związkowi przez gminy członkowskie
- opracowywanie wniosków w celu pozyskiwania środków publicznych pochodzących z budżetu Unii Europejskiej
- aktywizowanie rynku pracy na obszarze miast będących uczestnikami Związku
- wspieranie innowacyjnych programów gospodarczych podnoszących poziom konkurencyjności miast
- wyrażanie opinii dotyczących procesów legislacyjnych i decyzyjnych w sprawach objętych przedmiotem zainteresowania Związku ze względu na wykonywane przez Związek zadania.

Efektem działalności związku miało być usprawnienie zarządzania aglomeracją, wzmocnienie siły gospodarczej i konkurencyjności miast-uczestników Związku Metropolitalnego, a także koordynacja działań promocyjnych i podkreślenie znaczenia regionu. Obszar związku zamieszkiwało ponad 2 miliony ludzi, zsumowane budżety miast członkowskich wynosiły ponad 6 miliardów złotych, a produkt brutto około 8% produktu krajowego brutto Polski.

## Organy i budżet
Organami Górnośląskiego Związku Metropolitalnego były Zgromadzenie Związku oraz Zarząd Związku, których kadencja pokrywała się z kadencjami rad miast. Gminy uczestniczące w Związku miały po dwóch przedstawicieli w 29-osobowym Zgromadzeniu (w tym prezydenta miasta) z wyjątkiem Katowic, które miały trzech przedstawicieli. Na co dzień jednak szefem Związku był dyrektor biura Górnośląskiego Związku Metropolitalnego.
Budżet Związku stanowiły wpłaty w łącznej wysokości ok. 2 milionów złotych, gdzie gminy uczestniczące w związku wnosiły wkład członkowski w wysokości 1 zł na jednego mieszkańca.

## Nazwa
Pierwszą nazwą dotyczącą planowanego związku była „Metropolia Katowice”. Nazwa taka została użyta w pierwszym artykule prasowym na ten temat w Dzienniku Zachodnim. Rok później, w 2007 r. dr Robert Krzysztofik z Uniwersytetu Śląskiego zaproponował nazwę: "Nowe Katowice". Później pod uwagę brano kilka propozycji, m.in. „Związek Konurbacji Górnośląskiej” oraz „Metropolia Górnośląska” (sugerująca ideę integracji). Dąbrowa Górnicza i Sosnowiec zgłosiły wniosek dotyczący zmiany nazwy związku, ponieważ mieszkańcom miast Zagłębia Dąbrowskiego nie odpowiada nazwa Górnośląski. W zamian zaproponowano jeszcze mniej przystającą nazwę „Śląski Związek Miast”. Na zakończenie dyskusji padła propozycja „Górnośląsko-Zagłębiowska Metropolia «Silesia»”. Jedyna oficjalna nazwa zarejestrowanego związku to Górnośląski Związek Metropolitalny (GZM)”.
Proponowana nazwa „Silesia” została mocno oprotestowana przez część środowiska naukowego – kilkudziesięciu pracowników uniwersyteckich z województwa śląskiego, opolskiego i dolnośląskiego (m.in. Jan Miodek, Jan Harasimowicz) jeszcze w 2007 zaapelowało do Związku, by nie używał on do celów promocyjnych nazwy całego regionu. Proponowana nazwa budziła również negatywne uczucia w części miast członkowskich Zagłębia Dąbrowskiego, ponieważ całkowicie ignoruje udział zagłębiowskich miast w Związku. Mimo to, Związek w swoich materiałach używał nazwy Górnośląsko-Zagłębiowska Metropolia Silesia oraz nazwy Metropolia Silesia.

## Gospodarka
W miastach Górnośląskiego Związku Metropolitalnego dominowały:
- przemysł górniczy (kilkanaście czynnych kopalń węgla kamiennego)
- przemysł hutniczy (kilkanaście czynnych hut żelaza i metali nieżelaznych),
- przemysł transportowy (fabryki samochodów w Gliwicach i Tychach, producent pojazdów szynowych Alstom Konstal w Chorzowie, Bumar Łabędy)
- przemysł energetyczny (kilkanaście elektrowni i elektrociepłowni)
- przemysł maszynowy
- przemysł chemiczny (zakłady azotowe, Pollena-Savona, Fabryka Farb i Lakierów HAJDUKI)

## Kontrowersje
Według części dziennikarzy i działaczy śląskich Górnośląski Związek Metropolitalny był wstępem do utworzenia jednego miasta.
Konsolidacja zurbanizowanego obszaru Związku w jedno miasto wzbudzała liczne kontrowersje. Podstawą tego pomysłu mogły być względy prestiżowe i ekonomiczne. Obszar Związku stałaby się wtedy największym miastem w Polsce. Według zwolenników tej teorii, rola tego obszaru była często zaniżana; na przykład, rejon ten był często nie pokazywany na mapach Polski.